# Famille Garesché
La famille Garesché est une famille de la grande bourgeoisie franco-américaine, d'origine protestante. Elle subsiste aux Etats-Unis.
Issue de négociants de La Rochelle, elle exerça des charges municipales et s'adonna au grand commerce avec la Nouvelle-France et les Antilles. Elle compta parmi elle des réfugiés français de Saint-Domingue en Amérique et de nombreuses réussites commerciales, politiques et militaires à Cuba et aux États-Unis.

## Historique

### Négociants et armateurs de La Rochelle
D'une famille protestante, Isaac Garesché père (1673-1720) commerce et arme pour la pêche à Terre-Neuve. À sa mort, son fils Isaac II (1700-1769) reprend l'activité avec son navire, le Petit Lauron, qui reliait principalement Terre-Neuve et parfois Saint-Domingue (1723 à 1738).

La famille vit principalement à La Rochelle dans l'hôtel qui porte son nom, au 16 rue Réaumur. L'hôtel voisin est acheté à la fin du XVIIIe siècle par le fils d'Isaac II, Daniel Garesché. Négociant, armateur et négrier, ce dernier sera maire de La Rochelle et syndic de la Chambre de commerce de La Rochelle. Son frère, Pierre-Isaac Garesché (1738-1812), également négociant, sera député du Tiers État aux États généraux de 1789 pour la sénéchaussée de Saintes, siégeant au comité des finances.

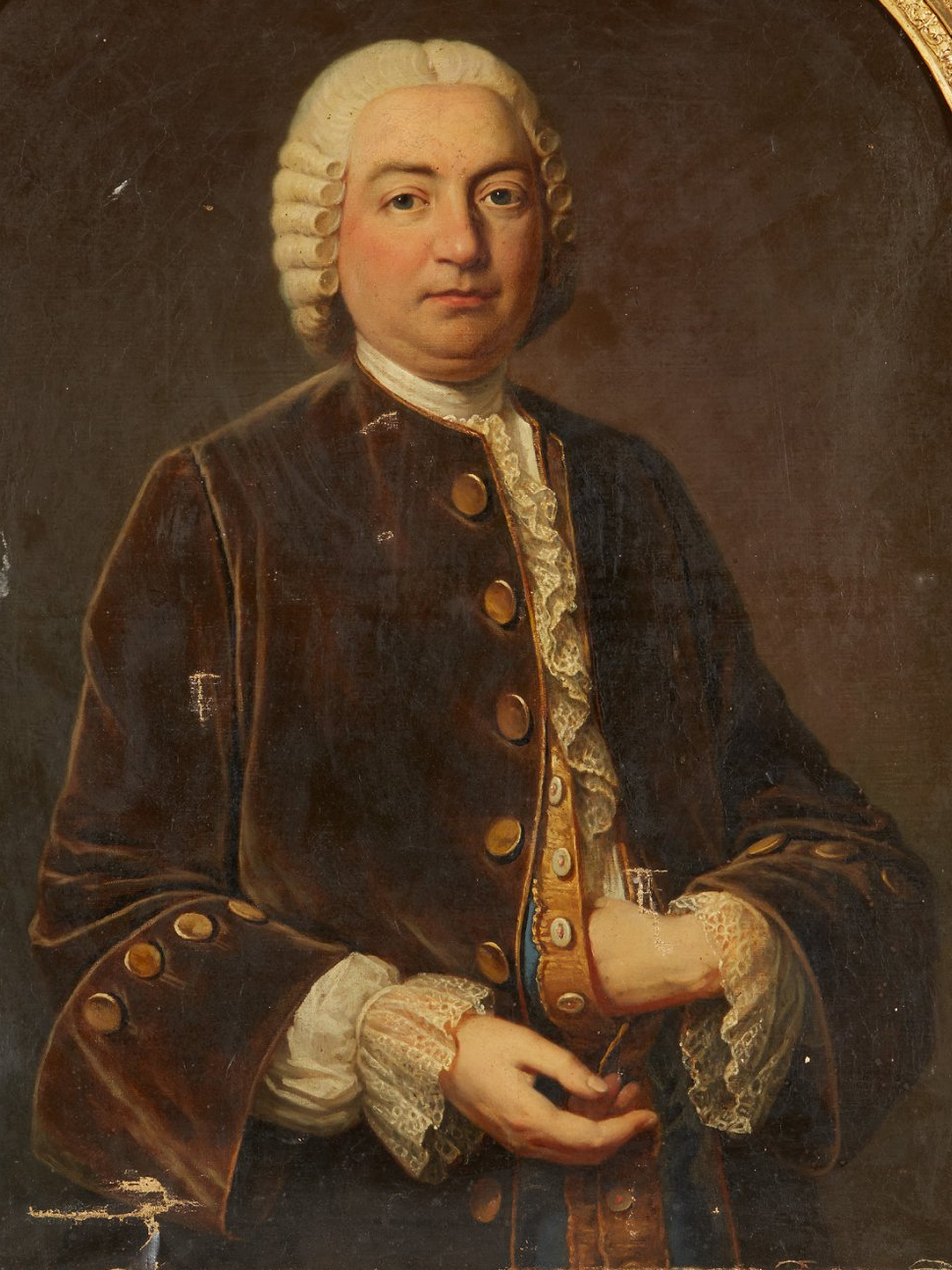
Isaac II Garesché (1700-1769).
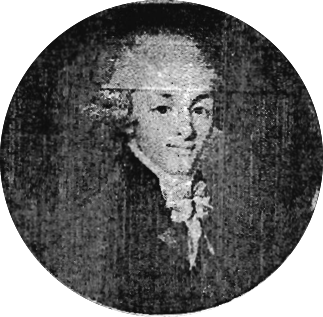
Daniel Garesché (1737-1811), négociant, armateur et négrier.
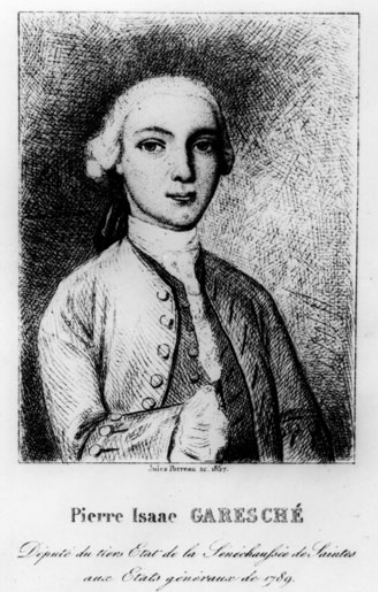
Pierre-Isaac Garesché (1738-1812), négociant et homme politique.

### Colons et planteurs esclavagistes en Amérique
Un autre frère, Jean Garesché du Rocher (1740-1801) part pour Saint-Domingue où il s'installe comme colon et planteur (en 1781, il possède 70 esclaves). Quand éclate la grande révolte des esclaves en 1791, il est l'un des réfugiés français en Amérique.
La famille Garesché les rejoint et se lie aux dirigeants politiques. Il est le père de Vital Marie Garesché du Rocher (1782-1844) , ami personnel du président américain Andrew Jackson, qui épouse en septembre 1809 Mimika Louisa Bauduy, fille de Pierre de Bauduy de Bellevue (1769-1833). Ce dernier est également un ancien planteur esclavagiste de Saint-Domingue, désormais installé à Wilmington, dans le Delaware, où il a créé une petite entreprise chimique de fabrication de poudre, dans laquelle investit Eleuthère Irénée du Pont de Nemours, fils de Pierre Samuel du Pont de Nemours, et qui deviendra la multinationale DuPont.
La famille crée ensuite une sucrerie à Cuba, dans la province de Matanzas, où naissent Alexander J. P. Garesché (1822-1896) (qui épouse Laura Cécilia van Zandt (1823-1909), descendante d'une famille pionnière de New York city), et Julius Peter Garesché (en) du Rocher (1821-1862). Ce dernier, converti au catholicisme, devient colonel d'artillerie. Il est le premier officier supérieur diplômé de West Point tué lors de la Guerre de Sécession, décapité par un boulet de canon, à la bataille de la Stone River où il combat du côté des nordistes.
En 1827, la famille quitte Cuba pour s'installer à New York puis en 1829 à Wilmington, dans le Delaware, dans sa propriété d'Eden Park,.
Kitty Garesche (en) (1850-1940) est la fondatrice et supérieure du Convent of the Sacred Heart High School (California) (en).

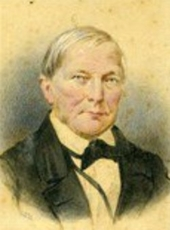
Jean Garesché du Rocher (1740-1801).
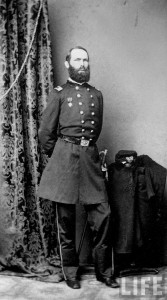
Julius Peter Garesché (en) (1821-1862).

## Pour approfondir